# 2e armée polonaise (1944-1945)
Pour les articles homonymes, voir 2e armée.
La 2e armée polonaise (polonais : Druga Armia Wojska Polskiego, abrégé 2. AWP) est une unité militaire formée en Union soviétique en 1944 dans le cadre de l'armée populaire de Pologne.
L'organisation est formée en août sous le commandement des généraux Karol Świerczewski et Stanislav Poplavsky, et la formation (sous le commandement du général Świerczewski) entre en service actif en janvier 1945. La 2e armée subit de lourdes pertes lors de la bataille de Bautzen du 22 au 26 avril 1945. Par la suite, l'armée participe à la dernière grande offensive soviétique de la Seconde Guerre mondiale en Europe, l'offensive de Prague. En août 1945, la majeure partie de la formation est utilisée pour créer le district militaire de Poznań.